# Nikolaus II. Engel
Nikolaus II. Engel, genannt Angeli (* in Königsberg in Bayern; † 20. November 1509 in Ebrach) war von 1489 bis zu seiner Resignation 1495 Abt des Zisterzienserklosters in Ebrach.

## Leben
Nikolaus II. Engel wurde im 15. Jahrhundert im unterfränkischen Königsberg geboren, das heute den Titel Königsberg in Bayern trägt. Über die Eltern des späteren Abtes schweigen die Quellen, auch etwaige Geschwister werden nicht erwähnt. Die schulische Ausbildung begann für Nikolaus wohl in der Lateinschule seiner Heimatstadt. Nach dem Eintritt ins Zisterzienserkloster Ebrach folgte wahrscheinlich ein Studium. Nikolaus Engel wurde später als Professor und Magister der Philosophie tituliert.
Nach dem Tod des Abtes Johannes I. Kaufmann im Frühjahr 1489 wählten die Mönche Nikolaus Engel zum Nachfolger Nikolaus II. Er war der achtundzwanzigste Abt der dem Kloster vorstand. Über die Herrschaft des Nikolaus in Ebrach berichten die Quellen so gut wie nichts. Nach sechs Jahren als Abt resignierte Nikolaus aus Liebe zur Ruhe und verbrachte sein restliches Leben, immerhin 14 Jahre, in der Krankenabteilung der Abtei. Am 20. November 1509 starb er hier.